# Firman Utina
Firman Utina (ur. 15 grudnia 1981 w Manado) – piłkarz indonezyjski grający na pozycji pomocnika.

## Kariera klubowa
Karierę piłkarską Utina rozpoczął w klubie Indonesia Muda Manado. Grał tam w drużynie juniorów, podobnie jak potem w Bina Taruna Manado i Persmie Junior. W 2000 roku przeszedł do zespołu Persita Tangerang. W jego barwach zadebiutował w indonezyjskiej pierwszej lidze. W Persicie grał w latach 2000-2004. Na początku 2005 roku odszedł do Aremy Malang, w której spędził 2 sezony. W 2007 roku ponownie grał w Persicie Tangerang, a w 2008 roku został piłkarzem Pelity Jaya z miasta Karawang. Z kolei na początku 2010 roku został piłkarzem Persiji Dżakarta. W latach 2010–2012 był zawodnikiem Sriwijaya FC, a w 2012 przeszedł do klubu Persib Bandung. W roku 2016 powrócił do drużyny Sriwijaya FC a po roku zmienił barwy klubowe na Bhayangkara FC, gdzie w roku 2018 zakończył karierę. 

## Kariera reprezentacyjna
W reprezentacji Indonezji Utina zadebiutował 22 kwietnia 2001 roku w wygranym 6:0 meczu eliminacji do Mistrzostw Świata 2002 z Kambodżą. W 2007 roku został powołany przez selekcjonera Iwana Kolewa do kadry na Puchar Azji 2007. Na tym turnieju rozegrał 3 spotkania: z Bahrajnem (2:1), z Arabią Saudyjską (1:2) i z Koreą Południową (0:1).

## Życie prywatne
Firman jest muzułmaninem, który przestrzega Ramadanu.